# Почётные граждане Троицка (Челябинская область)
Почётный граждани́н го́рода Троицка — почётное звание, присваиваемое Троицким городским собранием депутатов (ранее городского Совета трудящихся депутатов) с 1970 года по настоящее время за особый вклад в развитие города Троицка. Высшая муниципальная награда Троицка.

## История
Почтенный гражданин города до революции:
- Пупышев Василий Михайлович

25 марта 1970 г. впервые было принято объединённое постановление заседания бюро Троицкого ГК КПСС и исполкома городского Совета депутатов трудящихся Положение о «Почетном гражданине города Троицка».
Положение о «Почетном гражданине города Троицка» несколько раз меняло свою редакцию, как утратившее силу.
В положении о «Почетном гражданине города Троицка» от 20 августа 1997 года говорится, что звание «Почетный гражданин города Троицка» присваивается:
- за конкретный вклад в развитие городского хозяйства;
- за многолетние успехи в области образования, культуры, здравоохранения и спорта;
- за содействие в проведении социальной и экономической политики города;
- за развитие местного самоуправления;
- за осуществление мер по обеспечению законности, прав и свобод граждан.

Почётное звание может быть присвоено ежегодно одному человеку, а в юбилейный год — двум кандидатам

## Список почётных граждан Троицка
| Номер | ФИО                                            | Годы жизни              | Год награждения                                                                                 | Достижения и заслуги |
| ----- | ---------------------------------------------- | ----------------------- | ----------------------------------------------------------------------------------------------- | --- |
| 1     | Камалетдинова Шамсура Исхаковна                | 1905—1993               | 25 марта 1970 г.                                                                                | Родилась 10 января 1905 года в г. Казани - Закончила Московский текстильный институт. - На Троицком жировом комбинате начала работать с 1939 г. сначала в должности начальника мылзавода, затем зав. производством, а в 1955 году была назначена главным инженером комбината. - При её непосредственном участии была проведена реконструкция мыловаренного завода, паросилового хозяйства. В 1963 г. был построен и пущен в эксплуатацию цех для получения глицерина, новый тарный цех. - С 1969 года по 1977 г. продолжала свою трудовую деятельность на комбинате в должности главного экономиста. - Шамсура Исхаковна была неутомимым пропагандистом технических наук, свою любовь и преданность производству прививала рабочим и служащим, являлась лучшим политинформатором г. Троицка. Награждена орденом Трудового Красного знамени и многими медалями и Почетными Грамотами. - В 1979 году переехала в г. Казань. - Скончалась 13 сентября 1993 г.. Похоронена в г. Казани. |
| 2     | Цыганов Николай Иванович                       | 1915-                   | 25 марта 1970 г.                                                                                | Родился 28 ноября 1915 года в с. Смирновка Кустанайской области. - После окончания железнодорожной школы ФЗУ в г. Троицке в 1934 г. работал слесарем, помощником машиниста, с 1937 г. машинистом паровоза. - В 1942 г. ушёл на фронт в составе Танковой бригады имени Челябинского комсомола. Служил в роте управления, взводе разведки, был командиром отделения разведки, с ней участвовал в освобождении Воронежа, Орла, Брянска. За проявленную отвагу и храбрость награждён двумя орденами Красной Звезды. - Николаю Ивановичу довелось работать не только на первых паровозах серии «ОВ» и «ФД», но и тепловозах серии «ТЗ», и на современных электровозах. Постоянно повышая свои знания и навыки, учась сам, он неустанно помогал и другим внедрять техническую культуру производство. Многие годы он являлся лучшим машинистом дороги, был награждён значком «Ударник Сталинского призыва», ему было Присвоено звание машиниста II класса. - За годы работы Николай Иванович перевез не один десяток миллионов тонн грузов. В его трудовой книжке только одна запись о месте работы — это депо станции Троицк, в котором он проработал 37 лет, вплоть до выхода на пенсию в 1970 г. - За трудовые заслуги был награждён орденом Ленина и орденом Трудового Красного Знамени. Человек с активной жизненной позицией, неравнодушный к заботам и чаяниям людей, проблемам города и области. Неоднократно избирался депутатом городского и областного Совета. |
| 3     | Рыбка Вера Ивановна                            | 1913—2006               | 12 апреля 1972                                                                                  | Родилась 12 августа 1913 года, в с. Дубки, Приморской области, Дальневосточного края. - Закончила Куйбышевский инженерно-строительный институт с отличием, прошла путь от прораба до начальника стройки, крупнейшей в Европе Троицкой ГРЭС, где она работала с 1954 по 1972 год. - Награждена орденами Ленина, Трудового Красного Знамени и медалями, ей присвоено звание «Заслуженный строитель РСФСР», Вера Ивановна была избрана делегатом XXIII съезда КПСС. - Вера Ивановна, как член ГК КПСС, горсовета, добилась открытия в поселке ГРЭС энергостроительного техникума. - Памятная доска открыта честь Рыбко на здание Троицкого энергостроительного техникума. |
| 4     | Остроущенко Владимир Иванович                  | 1903—1985               | 4 апреля 1974                                                                                   | Родился 18 мая 1903 г в. г. Челябинске. - В 1937 г. после окончания Ленинградского электромеханического института был направлен на работу на Челябинский тракторный завод. - В 1954 г. был назначен первым цех, в течение 20 лет являлся бессменным директором Троицкой ГРЭС. При его непосредственном участии велось строительство и шло непрерывное развитие ГРЭС, которая стала одной из крупнейших тепловых электростанций Урала. - С 1970 года Троицкая ГРЭС неоднократно становилась предприятием Коммунистического труда. По итогам работы за первую пятилетку коллектив был награждён орденом Ленина. Вместе с ГРЭС вырос поселок энергетиков, в строительство и благоустройство которого Владимир Иванович вложил много личного труда. - Награды орденами «Ленина», «Знак Почета» и медалями, ему было присвоено звание «Заслуженный энергетик РСФСР». - Скончался 22 января 1985 г.. Похоронен в г. Челябинске. |
| 5     | Михаилов Александр Петрович                    | 1908—1991               | 26 июня 1974                                                                                    | Родился 30 ноября 1908 года в г. Краснодаре. - После окончания Краснодарского института жировой промышленности был направлен на работу в г. Новосибирск. В 1947 г. был переведен на Троицкий жировой комбинат для укрепления кадров, работая вначале в должности зав. производством, главным инженером, а с 1955 г. директором комбината. Под его руководством комбинат претерпел техническую революцию. - Более четверти века Александр Петрович отдал делу становления коллектива, показывая пример высокой требовательности и деловитости руководителя. - Александр Петрович был членом Горкома КПСС, депутатом городского Совета. Он кавалер ордена Ленина, награждён медалями «За трудовую доблесть» и др. Имел «Почетный знак ДОСААФ». - Скончался 19 ноября 1991 г.. Похоронен в г. Троицке. |
| 6     | Гассуль Борис Евгеньевич                       | 1909—1984               | 17 декабря 1982                                                                                 | Родился 1 мая 1909 года, в г. Резекне Латвийской Республики. - Гассуль Б. Е. трудовой путь начал с 1924 года. - В годы Великой Отечественной войны был в первых рядах защитников Родины. Сражался в небе Сталинграда, был комиссаром эскадрильи, заместителем командира истребительного авиаполка Среднеазиатского военного округа. Отдав авиации четверть века, Борис Евгеньевич вышел в 1956 году в запас, жил в Троицке. - С 1958 года и до последнего дня жизни, Б. Е. Гассуль подполковник в отставке, возглавлял городскую организацию ДОСААФ. Под его руководством Троицкая городская организация ДОСААФ в течение 27 лет занимала первое место в области среди своей группы городов. - Благодаря его неутомимой энергии и замечательному качеству увлеченности к 1984 году в Троицке было построено 16 пулевых 25 и 50 метровых стрелковых тиров, зародился мотострелковый спорт и мотобол. - По его инициативе совершались авто-мото-походы по местам боевой славы партизанской армии В. К. Блюхера. Особенно памятным был поход в 1969 году по маршруту Троицк — Ульяновск — Троицк. - Неоднократно избирался членом ГК КПСС, депутатом городского совета народных депутатов. Награждён орденами Ленина, Красного Знамени и Красной Звезды, десятью медалями. - Скончался 18 октября 1984 г.. Похоронен в г. Троицке. |
| 7     | Козменко Людмила Петровна                      | 1925-                   | 17 декабря 1982                                                                                 | Родилась 13 ноября 1925 г. в г. Кустанае - Путь врача для Людмилы Петровны начался в 1949 г., после окончания Орджоникидзевского медицинского института с отличием. - Первые полтора года работала в Рязанской области, а с 1951 год продолжила работу в городе Троицк терапевтом, затем стала работать врачом-инфекционистом. 30 лет заведовала инфекционным отделением городской больницы. - Людмила Петровна постоянно повышала свою квалификацию в Ленинграде, Москве, Ташкенте, ей первой в г. Троицке в 1976 г. была присвоена квалификация «Врач высшей категории». - Неоднократно избиралась депутатом городского Совета народных депутатов, была председателем постоянной комиссии по здравоохранению и социальному обеспечению. Отдала Людмила Петровна любимому делу 46 лет. - Награждена орденом «Знак Почета», медалями и множеством Почетных грамот, благодарственных писем, премий, являлась обладателем звания «Отличник здравоохранения». |
| 8     | Лисиченко Руфина Васильевна                    | 1932-                   | 17 декабря 1982                                                                                 | Родилась 24 мая 1932 года, в д. Лычня, Волгоградской области. - С 1961 года работала на Троицкой ГРЭС, сначала в должности моториста топливно-транспортного цеха, затем машинистом-обходчиком и впоследствии машинистом энергоблока. - Руфина Васильевна одна из первых освоила уникальный энергоблок 500 Мвт. - Она являлась активным рационализатором цеха, подала 4 рац. предложения, направленные на улучшение условий труда. Вела большую общественную работу. Являлась депутатом областного Совета. Имеет орден «Знак Почета», награждена медалью «За трудовую доблесть». - В 1982 г была избрана делегатом на 17 съезд профсоюзов СССР где ей была вручена Премия профсоюза СССР и медаль лауреата премии профсоюза. - Награждена юбилейным значком «60 лет ГОЭЛРО», является почетным ветераном труда Троицкой ГРЭС. |
| 9     | Столярова Зоя Михайловна                       | 1918—1990               | 28 октября 1987                                                                                 | Родилась 23 февраля 1918 года, в г. Тим, Курской области. - Участница Великой Отечественной войны, служила в 586 женском истребительном авиаполку летчиком-истребителем. Совершила более 200 боевых вылетов, прошла боевой путь от Сталинграда до столицы Австрии — Вена. Была ранена. - Награждена орденом «Красная Звезда», тремя медалями. - После войны работала преподавателем горкома ДОСААФ г. Троицка. В 1963 году была избрана секретарем исполкома Троицкого городского Совета. Вела большую общественную работу, выступала с лекциями и беседами среди населения и молодежи города. Избиралась депутатом городского Совета. - В 1981—1990 г. была председателем Совета клуба «Фронтовые подруги». - В послевоенные годы награждена медалью «За доблестный труд», неоднократно награждалась Почетными грамотами и памятными подарками. - Умерла 9 декабря 1990 года в Троицке. Захоронена на Братском кладбище, на территории авиационно-технического училища. |
| 10    | Пашин Борис Филиппович                         | 1930—1995               | 28 октября 1987                                                                                 | Родился 25 января 1930 года, в г. Тобольске, Тюменской области. - С 1958 года жизнь Пашина Б. Ф. связана с Троицком. Он начал работать механиком на мясокомбинате, затем работал в горкоме партии в должности председателя городского комитета народного контроля. - С 1974 года работал на Троицком жировом комбинате и более 20 лет проработал директором этого предприятия. - Пашин Б. Ф. внес большой вклад в дело развития технического перевооружения и реконструкции комбината, в дело становления и укрепления его кадров. Неоценим его вклад в решение социальных проблем комбината и города. - Награждён орденом Дружбы народов, медалью «За трудовую доблесть» и др. - Скончался 27 ноября 1995 года. Похоронен в г. Троицке. |
| 11    | Засыпкин Петр Евстафьевич                      | 1947-                   | 16 марта 1988                                                                                   | Родился 12 июля 1947 года в с. Жабка, Сорокского района, Молдавской ССР. - Воспитанник Вольского (Саратовская обл.) военного оркестра. После окончания Челябинского музыкального училища приезжает в Троицк. - С 1970 года работает в музыкальной школе № 2 поселка ГРЭС. Обладая большим талантом педагога, создал в городе детский духовой оркестр. Его умение творчески мыслить, находить общее понимание позволили оркестру, руководимому им, получить звание «Образцовый» и стать лауреатом Первого и Второго Всесоюзного смотра народного творчества. - Труд Засыпкина П. Е. отмечен бесчисленными благодарностями, почетными грамотами. - Награждён медалью лауреата Всесоюзного смотра самодеятельного творчества, занесен в Книгу трудовой Славы областного комитета профсоюза работников культуры. |
| 12    | Глинкин Михаил Дмитриевич                      | 1921-                   | 14 июня 1990 г.                                                                                 | Родился 15 декабря 1921 г. в г. Троицке - Трудовой путь начал строителем, в 1941 году тянули железную дорогу от ст. Золотая Сопка до Троицка, затем работал сельскохозяйственным рабочим с. Тарутино. Участник Великой Отечественной войны, воевал в Заполярье. После войны окончил Всероссийскую Академию Художеств, искусствовед. - Основные его творческие темы — «Златоустовское искусство украшения стали» и «Памятники революционерам на Южном Урале». Михаил Дмитриевич 40 лет отработал в Московской областной организации Союза Художников СССР — ответственным секретарем, был главным художником Фонда, членом зональных и областных выставок, членом правлений художественных Советов. Разработал образцы для малых серий прикладных изделий традиционного для Загорска искусства росписи по выжиганию. - Передал городу самые лучшие вещи из своей коллекции: произведения А. Н. Бенуа, Г. С. Верейского, Ф. Д. Дмитриева, В. Ф. Мея, В. В. Матэ, А. П. Остроумовой-Лебедевой, В. А. Серова, В. И. Соколова, В. Д. Фаворского, В. Ф. Шиллинговского, К. Ф. Юона, живопись, рисунок, графику, всего более трехсот работ. - В 1950 г. переехал в город Загорск, ныне Сергиев-Посад. |
| 13    | Афанасьев Николай Михайлович                   | 1931-                   | 27 мая 1993 г.                                                                                  | Родился 11 мая 1931 года, в п. Усьва, Губахинского района Пермской области. - С 1948 года живёт Троицке. Здесь он закончил зооветеринарный техникум и ветеринарный институт, работал сначала комсомольским вожаком в институте, горкоме комсомола, затем заведующим организационным отделом ГК КПСС. С октября 1965 года начал работать заместителем председателя Троицкого горисполкома, а в декабре 1975 года избирается председателем исполкома и работает в этой должности до 1990 года. - При нём были решены вопросы; строительство тепломагистрали от Троицкой ГРЭС, строительство очистительных сооружений на 50 тыс.м3, городские водозаборные сооружения. - Николай Михайлович избирался членом горкома КПСС и его бюро, несколько созывов был депутатом городского и областного Советов народных депутатов. - Награждён медалями: «За трудовое отличие», «За трудовую доблесть», «В ознаменование 100-летия со дня рождения В. И. Ленина», «За освоение целинных земель», «Ветеран труда». |
| 14    | Левшич Николай Сергеевич                       | 1941-2021               | 27 мая 1993                                                                                     | Родился 1941 г в г. Пласт Челябинской обл. - Трудовую деятельность в качестве художника-оформителя начал с 1970 г в г. Троицке, после окончания Пензенского художественного училища. На протяжении многих лет является старшим художником художественно-оформительской мастерской. - Николай Сергеевич высокопрофессиональный художник, является автором герба и флага г. Троицка. Все городские мероприятия и праздники оформляются его руками. - Является членом Художественного Совета при Администрации Города. Благодаря его инициативе в городе проводятся выставки самодеятельных художников г. Троицка. Сам Николай Сергеевич является активным участником не только городских и областных художественных выставок, но и Всесоюзных, за что неоднократно награждался Дипломами, Почетными грамотами, Благодарственными письмами за многолетнюю плодотворную работу по культурному обслуживанию населения г. Троицка. - Избирался депутатом городского Совета, является членом сборной команды профсоюзов культуры г. Троицка, является инициатором создания художественной школы изобразительного искусства в г. Троицке, а также выставочного зала в краеведческом музее Троицка. - Николай Сергеевич член Союза художников России. |
| 15    | Скобелкин Евгений Иванович                     | 1929-                   | 27 мая 1993                                                                                     | Родился 1 августа 1929 г. в с. Дуванкуль Увельского района, Уральской области. - Закончил Троицкий сельскохозяйственный техникум. После окончания которого стал комсомольским вожаком Троицкого района, затем переведен в редакцию газеты «Вперед». С 1957 года начал работать в должности заведующего сельхозотделом, затем заместителем редактора, а также некоторое время редактором газеты «Вперед». - Все эти годы, несмотря на занятость основными обязанностями, вел поисковую, краеведческую работу. С целью популяризации краеведения, Евгений Иванович выступал в газетах, по радио и телевидению, был непосредственным организатором историко-краеведческих викторин, новых исторических рубрик к проведению которых вовлекал читателей газеты. - Им написаны книги «50 лет газете Вперед», «Возвращаясь к прошлому», «Вклад троичан в Великую Победу», много публикаций в «Каменном поясе», принимал участие в создании документальных фильмах о Южном Урале Свердловской киностудии. - Трижды удостаивался звания лауреата городской, областной и Государственной журналистских премий. С 1959 года является бессменным руководителем Троицкой журналистской организации, член Союза журналистов России. - Награждён медалями «За трудовую доблесть», «За доблестный труд в ознаменование 100-летия со дня рождения В. И. Ленина», «За освоение целинных земель», «Ветеран труда» и множеством Почетных грамот. |
| 16    | Mокеев Евгений Михайлович                      | 1936-???                | 5 июня 1996                                                                                     | Родился 7 августа 1936 года в г. Карабаше, Челябинской области. - После окончания в 1959 г. института механизации и электрификации сельского хозяйства в г. Челябинске был направлен на работу в г. Южно-Уральск. В 1964 г. заочно закончил политехнический институт, в этом же году поступил на работу в автоколонну 1219 г. Троицка главным инженером, а с 1966 г. работает директором автотранспортного предприятия. - Благодаря его упорному труду построено новое транспортное предприятие, создана производственная база с комплексом ремонта и технического обслуживания автобусов, крытая стоянка, автозаправочная станция, механизированная мойка, административный корпус с медицинским пунктом и столовой, автовокзал, помещение для ремонта и обслуживания грузовых автомобилей, 210 квартир для трудящихся ПАТП. - Неоднократно избирался членом ГК КПСС, депутатом городского Совета народных депутатов. - Награждён орденом Трудового Красного Знамени, многими медалями и Почетными грамотами, он «Заслуженный работник транспорта Российской Федерации». - В его честь названо Троицкое ПАТП. |
| 17    | Кабыш Андрей Александрович                     | 1917—2010               | 21 мая 1997                                                                                     | Родился 18 мая 1917 года в с. Ясеновка, Чуровичиского района, Брянской области. - В 1941 г. окончил Ленинградский ветеринарный институт. Заслуженный деятель науки РФ, доктор ветеринарных наук, академик Естественных наук, профессор, заведующий кафедрой патологии и терапии животных, участник Великой Отечественной войны. Проживает в г. Троицке с октября 1949 года. Он опубликовал свыше 300 научных работ. Его научные исследования получили широкую известность не только в нашей стране, но и за рубежом. - Подготовил большую группу учеников и последователей. 10 его аспирантов защитили диссертации, в том числе 4 докторские. - А. А. Кабыш — автор одной, соавтор четырёх монографий, входил в авторский коллектив учебников для ветеринарных вузов. - Вносил большой вклад в воспитание молодежи, развитие культуры и образования города Троицка. - Награждён многими правительственными орденами и медалями. Среди них два ордена Отечественной войны, орден Трудового Красного Знамени, орден «Знак Почета», знаки «Отличник высшей школы», «За успехи в высшей школе», «Участник ВДНХ», всего имеет (9 медалей и 10 знаков отличия). |
| 18    | Сурков Анатолий Петрович                       | 1939-                   | 17.05.2000 (решение Собрания депутатов города Троицка от 17.05.2000 № 33)                       | родился 21 февраля 1939 года |
| 19    | Толкачев Виктор Евдокимович                    | 1926-                   | 17.05.2000 (решение Собрания депутатов города Троицка от 17.05.2000 № 33)                       | родился 24 июня 1926 года |
| 20    | Свердлов Михаил Соломонович                    | 1923-                   | 21.05.2003 (решение Собрания депутатов города Троицка от 21.05.2003 № 58)                       | родился 5 августа 1923 года |
| 21    | Лазаренко Виктор Николаевич                    | 1942—2016               | 21.05.2008 (решение Собрания депутатов города Троицка от 21.09.2005 № 107)                      | родился 7 января 1942 года |
| 22    | Аблина Нелли Андреевна                         | 1938-                   | 21.05.2008 (решение Собрания депутатов города Троицка от 21.05.2008 № 127)                      | родился 25 июля 1938 |
| 23    | Бондаренко Виктор Николаевич                   | 1948-                   | 21.05.2008 (решение Собрания депутатов города Троицка от 21.05.2008 № 127)                      | родился 29 мая 1948 года |
| 24    | Шакиров Фарит Хасанович                        | род. 16 декабря 1939    | 21.05.2008 (решение Собрания депутатов города Троицка от 21.05.2008 № 127)                      | родился 16 декабря 1939 года в городе Троицке - После окончания школы поступил в Троицкое авиационное техническое училище Гражданской авиации, которое окончил в 1961 году. С 1961 по 1962 г работал авиатехником Кировоградской школы высшей летной подготовки. В 1963 году поступает на работу в Троицкое авиатехучилище на должность заведующего кабинетом на цикловую комиссию авиадвигателей, а затем переходит на преподавательскую работу. По окончании Киевского института инженеров гражданской авиации работает старшим преподавателем, заместителем начальника училища по учебно-производственной работе. - В 1976 году назначается начальником Троицкого авиационного технического училища гражданской авиации и в этой должности работает по настоящее время. - За 31 год под его руководством подготовлено 17000 авиационных специалистов. - За многолетний безупречный труд Шакиров Ф. Х. неоднократно поощрялся руководством Министерства гражданской авиации. Ему присвоено звание «Отличник Аэрофлота» (1971 г.), награждён медалями «За доблестный труд. В ознаменование 100-летия со дня рождения В. И. Ленина» (1970 г.), «Ветеран труда» и другими, орденом «Знак почета» (1981 г.), Указом Президиума Верховного Совета РСФСР присвоено почетное звание «Заслуженный учитель школы РСФСР» (1990 г.), он награждён нагрудным знаком «Почетный работник транспорта России» (1997 г.). |
| 25    | Кульдяев Олег Владимирович                     | 1923-                   | 26.05.2011 (решение Собрания депутатов города Троицка от 26.05.2011 № 96)                       | родился 23 апреля 1929 года |
| 26    | Кокорев, Борис Иванович                        | род. 3 июля 1926 года   | звание присвоено 31.05.2012 г.; решение Собрания депутатов города Троицка № 84 от 31.05.2012 г. | Директор Троицкого электромеханического завода в 1962—1986 годах, ветеран Великой Отечественной войны |
| 27    | Поляков Юрий Алексеевич                        | род. 14.07.1933         | 30.05.2013 г.; решение Собрания депутатов города Троицка № 80 от 30.05.2013 г.                  | Профессор кафедры кормления и гигиены животных ФГБОУ ВПО Уральской Государственной академии ветеринарной медицины. |
| 28    | Схиигуменья Ксения (Кадомцева Нина Дмитриевна) | 07.10.1934 — 02.12.2015 | 28.05.2015 г.; решение Собрания депутатов города Троицка № 101 от 28.05.2015 г.                 | |
| 29    | Михалищев Анатолий Иосифович                   | род. 10 января 1952     | 26.05.2016 г.; решение Собрания депутатов города Троицка № 87 от 26.05.2016 г.                  | |
| 30    | Панов Владимир Федорович                       | род. 24 июля 1933       | 26.05.2016 г.; решение Собрания депутатов города Троицка № 87 от 26.05.2016 г.                  | |
| 31    | Гриценко Валерий Васильевич                    | род. 15 мая 1951        | 17.05.2018 г.; решение Собрания депутатов города Троицка № 83 от 17.05.2018 г.                  | Будучи депутатом Троицкого городского Совета народных депутатов в сентябре 1990 года Гриценко В. В. избирается председателем Совета и руководит его работой вплоть до прекращения деятельности городских и районных Советов народных депутатов. С 1997 г. по 2000 г. является заместителем председателя Троицкого городского Совета депутатов. В 2000—2005 годах являлся депутатом Законодательного Собрания Челябинской области. В январе 2005 г. возглавил МУП «Троицкое пассажирское автотранспортное предприятие». В 2005 г. назначен на государственную должность управляющего делами Губернатора Челябинской области, на которой он проработал до апреля 2010 г. и был переведен на должность начальника Главного управления по взаимодействию с полномочным представителем Президента Российской Федерации в Уральском федеральном округе. В январе 2014 г. назначается руководителем МБУ «Архив города Троицка». С 2014 по 2021 гг. возглавлял Общественную палату города Троицка. Гриценко В. В. - действительный государственный советник Челябинской области 1 класса. |
| 32    | Дубачинский Леонид Яковлевич                   | род. 22 марта 1953      | 17.05.2018 г.; решение Собрания депутатов города Троицка № 83 от 17.05.2018 г.                  | Начал трудовую деятельность в узловой больнице города Троицка в 1977 г. Более 20 лет проработал в данном учреждении, 18 из которых в должности главного врача. Организовал строительство 2-х жилых домов для сотрудников больницы и нового хирургического корпуса, организовал работу отделений больницы с внедрением современных методов лечения, особенно хирургического профиля. В 2000 году назначен на должность начальника врачебно-санитарной службы ЮУЖД. С апреля 2007 года — начальник Региональной дирекции медицинского обеспечения на Южно-Уральской железной дороге, с июня 2016 года — начальник Южно-Уральской дирекции здравоохранения. В декабре 2012 года Леонид Яковлевич был назначен и. о. главного врача НУЗ "Дорожная клиническая больница на станции Челябинск ОАО «РЖД», с 2014 по 2018 гг. работая в должности начальника Южно-Уральской дирекции здравоохранения, совмещал должность главного врача НУЗ "Дорожная клиническая больница на станции Челябинск ОАО «РЖД». Личной заслугой Леонида Яковлевича является организация выезда врачей Дорожной больницы Челябинска в Троицкое подразделение, что позволило выявить случаи онкопатологии на ранней стадии и сохранить немало жизней. |
| 33    | Карпов Алефтин Витальевич                      | род 24.02.1941 г.       | 17.05.2018 г.; решение Собрания депутатов города Троицка № 83 от 17.05.2018 г.                  | Карпов Алефтин Витальевич начав трудовую деятельность на Троицком дизельном заводе слесарем-испытателем, получил направление на учебу в Челябинский политехнический институт. Вернувшись, был назначен на должность инженера-конструктора. Его группе конструкторов была поручена разработка автоматизированного по третьей степени дизель-генератора ДГ 200. В 1970 г. Троицкий дизельный завод приступил к выпуску узлов уникальных 56-целиндрованных двигателей и дизель-генераторов для судов на подводных крыльях и пограничных судов военно-морского флота, аналогов этим двигателям не было ни в нашей стране, ни за рубежом. В 1972 г. Карпов Алевтин Витальевич — начальник производственного отдела Троицкого дизельного завода, а в 1977 — главный инженер. В 1983 г. назначен генеральным директором Троицкого дизельного завода, руководил им в течение 15 лет. При нём завод был построен центральный водовод от водозабора в центр города, теплотрасса от моста через реку Уй до района центрального рынка. Хозяйственным способом был построен тепловой пункт от улицы Зеленой, который в тот момент решил проблему теплоснабжения старого городка Троицкого дизельного завода и домов в районе центрального рынка, были заменены тепловые сети в старом городке дизельного завода, проведена горячая вода в дома, построены общежития. В 1984 г. была введена в эксплуатацию пиковая котельная, в 1985 г. — профилакторий, построен тепличный комбинат площадью 1 га. В 2005 г. Алефтин Витальевич Карпов был избран руководителем Троицкого обособленного подразделения Челябинского регионального отделения ветеранов войны, труда, Вооруженных сил и правоохранительных органов. |
| 34    | Наренков Валерий Викторович                    | род. 04.09.1951 г.      | 27.05.2021.; решение Собрания депутатов города Троицка № 97 от 27.05.2021 г.                    | После окончания школы в 1968 г. начал свою трудовую деятельность на Троицком электромеханическом заводе учеником токаря. В 1969 г. поступил в Челябинский политехнический институт, получив квалификацию «Инженер-электрик», в 1974 г. вернулся на ТЭМЗ в качестве инженера-конструктора конструкторского отдела. В 1986 г. стал главным инженером ТЭМЗ. С апреля 1999 г. был избран на должность генерального директора и руководил предприятием до апреля 2007 г. В апреле 2010-го был избран на должность председателя Собрания депутатов города Троицка, затем вернулся на Троицкий электромеханический завод. Несмотря на коренные изменения, произошедшие в стране в начале 90-х годов, команда руководителей, в которой состоял Валерий Викторович, смогла грамотно, умело и своевременно перестроить работу предприятия и обеспечить бесперебойную, стабильную работу предприятия. Благодаря Наренкову В. В. вкладывались средства в строительство социально значимых объектов города (Троицкого филиала ЧелГУ, городской и детской больниц, поликлиники), оказывалась финансовая и материальная поддержка работникам, их семьям, пенсионерам — бывшим работникам завода. Начиная с 1995 г. Валерий Наренков ежегодно избирался членом Совета директоров Троицкого электромеханического завода; с 1995 г. по 1999 г., с 2007 г. по 2010 г., с 2015 г. по настоящее время является председателем Совета директоров АО «ТЭМЗ». Также с 2015 г. по настоящее время работает в должности корпоративного секретаря АО «ТЭМЗ». |
| 35    | Бунин Сергей Викторович                        | род. 09.11.1956 г.      | 27.05.2021.; решение Собрания депутатов города Троицка № 97 от 27.05.2021 г.                    | Родился в г. Троицке. В 1977 г. получил диплом об окончании Челябинского высшего танкового командного училища имени 50-летия Великого Октября, затем академию бронетанковых войск, академию Генерального штаба Вооруженных сил РФ. Последовательно командовал взводом, ротой, батальоном, полком, дивизией, армией в Белорусском, Уральском, Сибирском военных округах, в том числе в гарнизонах и частях, дислоцированных на территории Челябинской области. Участник боевых действий в Афганистане и контртеррористической операции на территории республики Чечня. В 1995 г. полк под командованием Бунина С. И. принимал участие в штурме президентского дворца в Грозном. В годы службы Сергей Викторович оказывал всестороннюю помощь родителям военнослужащих, проходящих военную службу по призыву военного комиссариата города Троицка. Указом Президента Российской федерации от 7 июня 2007 года Бунину Сергею Викторовичу присвоено воинское звание генерал-полковник. В настоящее время Сергей Викторович Бунин работает в сфере оборонной промышленности, является заместителем генерального директора «Научно-производственного объединения программные комплексы реального времени» (г. Москва). Деятельный член Общероссийской общественной организации «Российский Союз ветеранов Афганистана». За большой личный вклад в патриотическое воспитание молодежи в январе 2020 года стал лауреатом народной премии фонда Олега Митяева «Светлое прошлое». |